# Руднічисько
Руднічисько (пол. Rudniczysko) — село в Польщі, у гміні Дорухув Остшешовського повіту Великопольського воєводства.